# Статистичне керування процесом
Статистичне керування процесом (англ. statistical process control (SPC)) — це метод контролю якості, який використовує статистичні методи для моніторингу та контролю процесу. Метод забезпечує ефективність процесу, створюючи продукти, які відповідають встановленим вимогам, з найменшою кількістю відходів. SPC може бути застосований до будь-якого процесу, для якого можна виміряти вихідні дані.  Ключовими інструментами в  SPC є циклограми, контрольні карти з фокусуванням на безперервному вдосконаленні та плануванні експерименту.
Прикладом процесів, для яких застосовується SPC, є технологічні процеси. SPC практикується в 2 етапи: перша фаза — початкове встановлення процесу, друга фаза — регулярне використання процесу. На другому етапі необхідно визначити період, який підлягає аналізу, з урахуванням мінливості, пов’язаної з сировиною, обладнанням, персоналом, технологією, навколишнім середовищем. Перевага SPC над іншими методами контролю якості, зокрема, інспектуванням, полягає в ранньому виявленні і запобіганню виникненню проблем, а не у виправленні після їх виникнення. На додачу до скорочення відходів SPC може забезпечити скорочення часу, необхідного для виробництва продукту, зменшує ймовірність, що готовий продукт доведеться переробляти або утилізувати як невідповідний.